# Greg Burson
Gregory Lewis "Greg" Burson (Los Angeles, 29 de junho de 1949 — Los Angeles, 22 de julho de 2008) foi um dublador estadunidense.